# Riccardo Pippo
Riccardo Pippo (1886 – 1934) è stato un arbitro di calcio e calciatore italiano di ruolo portiere e difensore.

## Carriera

### Calciatore
Fu calciatore dell'Andrea Doria, giocandovi discontinuamente dal 1904 al 1909. Nella stagione d'esordio, la Prima Categoria 1904, non superò le eliminatorie lombardo-liguri. L'anno seguente fu eliminato con il suo club nell'eliminatoria ligure. Fermo nella stagione 1906, tornò nella Prima Categoria 1907 ottenendo con il club biancoblu il terzo posto in campionato. Fermo nel 1908, tornò in rosa, questa volta come portiere, nella Prima Categoria 1909, venendo comunque eliminato nelle eliminatorie liguri.

### Arbitro di calcio
Pippo fu arbitro nella massima serie calcistica italiana dal 1912 al 1915.